# Arrondissement de Winsen
L'arrondissement de Winsen est un arrondissement de la province prussienne de Hanovre de 1885 à 1932. Le siège administratif de l'arrondissement est Winsen.

## Histoire
L'arrondissement de Winsen est formé, lors de l'introduction du nouveau règlement des arrondissements pour la province de Hanovre le 1er avril 1885, à partir du bureau de Winsen (de) et de la ville indépendante de Winsen. Le château de Winsen (de) est le bâtiment administratif de l'arrondissement. Au cours d'une réforme territoriale prussienne (en raison des mesures d'austérité résultant de la crise économique), l'arrondissement de Winsen est dissous en 1932 et incorporé à l'arrondissement de Harbourg, le siège de l'arrondissement étant transféré à la ville indépendante d'Harbourg-Wilhelmsbourg.

## Administrateurs de l'arrondissement
- 1885–1890 Theodor Schultze, avant cela depuis 1867 capitaine du bureau de Winsen
- 1890-1900 Erich von Flügge (de)
- 1900-1921 Friedrich Ecker (de)
- 1921-1932 Horst von Windheim

## Évolution de la démographie

### Arrondissement
| Année     | 1890   | 1900   | 1910   | 1925   |
| --------- | ------ | ------ | ------ | ------ |
| Habitants | 23 800 | 26 389 | 30 039 | 31 610 |

### Communes
Communes de l'arrondissement de Winsen comptant plus de 600 habitants (au 1er décembre 1910):  

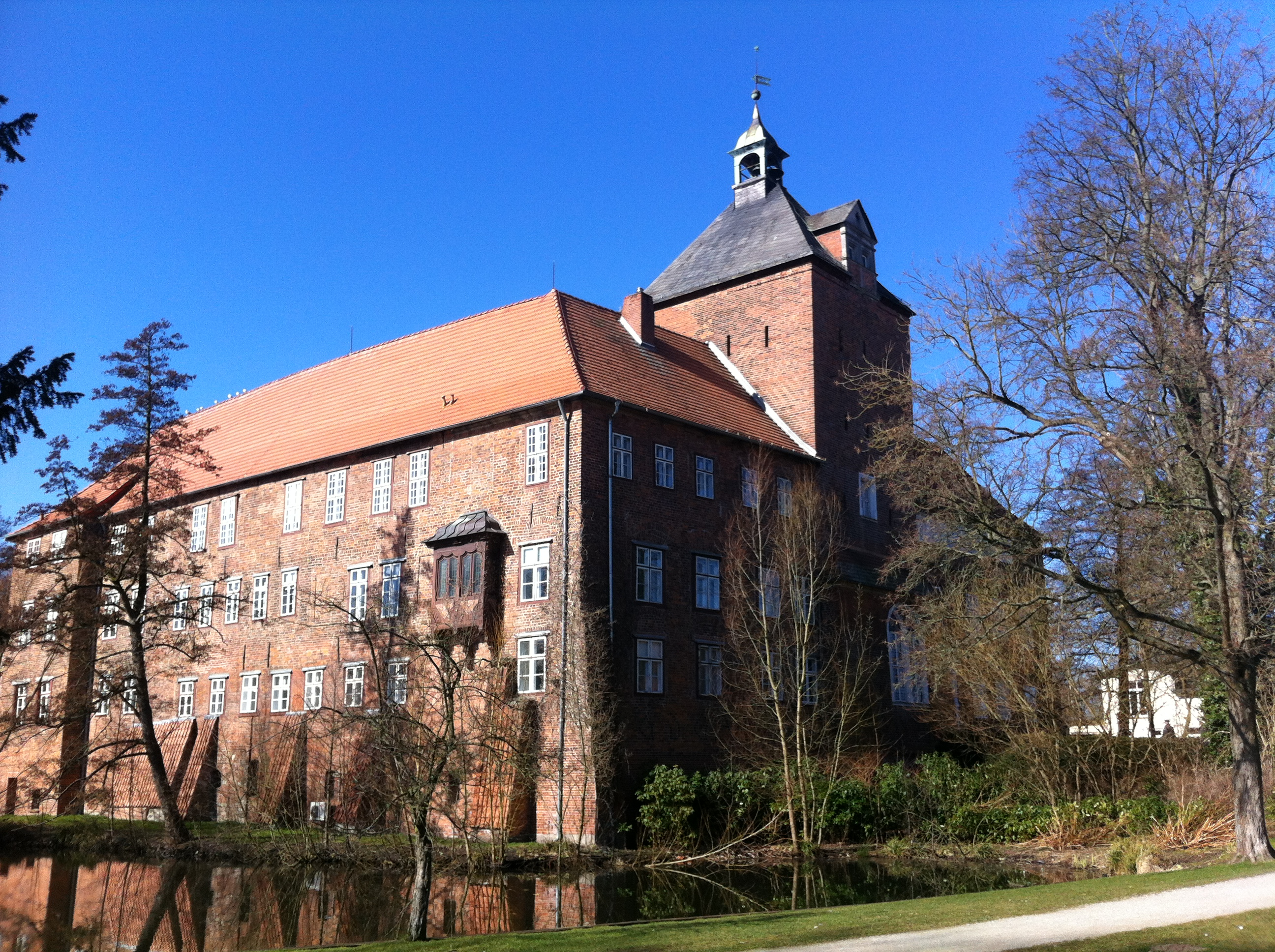
Le siège de l'administration de l'arrondissement est le château de Winsen

| Commune    | Habitants en 1910 | Habitants en 1925 |
| ---------- | ----------------- | ----------------- |
| Borstel    | 655               | 702               |
| Brackel    | 603               | 630               |
| Handorf    | 623               | 598               |
| Hanstedt   | 616               | 722               |
| Hoopte     | 623               | 599               |
| Maschen    | 622               | 717               |
| Pattensen  | 730               | 773               |
| Ramelsloh  | 651               | 684               |
| Salzhausen | 869               | 948               |
| Stelle     | 1495              | 1525              |
| Stöckte    | 625               | 618               |
| Winsen     | 4711              | 4718              |

## Villes et communes
La liste suivante contient toutes les villes et communes qui appartiennent à l'arrondissement de Winsen. Les communes marquées d'un 1) sont incorporées dans de plus grandes communes voisines en 1928/29.
|  | Achterdeich Asendorf Ashausen Bahlburg Borstel Brackel Döhle Drage Drennhausen Egestorf Eichholz Elbstorf Evendorf Eyendorf Fahrenholz1) | Fliegenberg Garlstorf Garstedt Gehrden Gödenstorf Handorf Hanstedt Holtorf Hoopte Horst Hunden Kirchwerder Krümse1) Laßrönne Lübberstedt | Luhdorf Luhmühlen Marxen Maschen Mover1) Niedermarschacht Nindorf Oelstorf Ohlendorf Oldershausen Ollsen Pattensen Putensen Quarrendorf Radbruch | Ramelsloh Raven Rolfsen Rönne Rosenweide Rottorf Roydorf Sahrendorf Salzhausen Sangenstedt Scharmbeck Schätzendorf1) Schierhorn Schwinde Soderstorf | Stelle Stöckte Stove Tangendorf Thieshope Tönnhausen Toppenstedt Undeloh Vierhöfen Wehlen Wetzen Winsen ville Wittorf Wuhlenburg1) Wulfsen |

Jusqu'à sa dissolution dans les années 1920, l'arrondissement de Winsen compte également les districts de domaine d'Heimbuch et Radbruchs Forst, ainsi que les districts forestiers de Buchwedel, Garlstorfer Wald, Hanstedter Berge, Spann-Grevenhoop, Toppenstedter Wald et Westerhoop-Meningerholz. 